# 11628 Katuhikoikeda
11628 Katuhikoikeda è un asteroide della fascia principale. Scoperto nel 1996, presenta un'orbita caratterizzata da un semiasse maggiore pari a 2,2281994 UA e da un'eccentricità di 0,0467631, inclinata di 6,42410° rispetto all'eclittica.